# Luke Madill
Luke Madill (nascido em 28 de maio de 1980) é um ex-ciclista de BMX australiano que competiu nos Jogos Olímpicos de Verão de 2008, representando a Austrália.